# Palacio de O'Reilly
El Palacio de Lezcano, o Palacio de O'Reilly, es un edificio de la ciudad española de Madrid. Está ubicado en el barrio de Palacio, perteneciente al distrito Centro. Construido en el siglo XVIII, se encuentra en la calle del Sacramento y cuenta con el estatus de Bien de Interés Patrimonial.

## Historia
El edificio ocupa los números 3 y 5 de la calle del Sacramento. Se sitúa en el casco histórico de la Villa de Madrid, dentro del primitivo trazado medieval de la ciudad y del llamado Madrid de los Austrias.
En 1725 se encargó a Pedro Hernández la construcción de un edificio anejo al convento de las Bernardas, destinado a casas del convento, que acogería tal uso hasta que la familia Lezcano adquiriera el edificio como residencia en 1830. La denominación “Palacio de O’Reilly” se popularizó a partir de 1939, cuando Aurora Lezcano emparentó con el conde de O’Reilly. En 1944 la familia vendería la propiedad y a partir de entonces el edificio se destinó a diferentes usos, llegando a albergar, además de diversas viviendas, la sede de la Comisaría Regia de Turismo, del periódico La Libertad y el Museo de Artes Industriales. Por su parte, el convento de las Bernardas sufrió importantes daños durante la guerra civil y fue restaurado en la década de 1940 por la Dirección General de Regiones Devastadas y Reparaciones, actuación que no impidió el definitivo derribo de la mayor parte de sus dependencias a mediados de la década de 1970.
El Palacio de O’Reilly fue desalojado definitivamente en 1976 y adquirido por el Ayuntamiento de Madrid, ya en estado de ruina, con el objetivo de instalar en él las dependencias de la Delegación de Hacienda. La reforma necesaria para adaptar el inmueble a su nuevo uso fue ejecutada en 1982 y consistió en el mantenimiento de fachadas y el vaciado interior. Tuvo un coste de 400 millones de pesetas. Diversas intervenciones en los últimos años han llevado a cabo mejoras en la adecuación de usos.

## Descripción
El inmueble fue concebido en el siglo XVIII como parte integrante del desaparecido convento de las Bernardas del Santísimo Sacramento, destinada a casas de convento. Fue resultado de una escueta ampliación residencial que contaba con un proyecto conceptual y formal menos ambicioso que el resto del inmueble.
Ocupa un solar de forma irregular cuya unidad es el resultado de la trabazón orgánica de dos construcciones, ambas de triple crujía y claramente distinguibles. La más antigua, probablemente de principios del siglo XVIII, asoma al que en su día fue huerto de las monjas y a la calle del Rollo. El frente oeste de esta primigenia construcción, aquel que abre al patio, presenta exteriormente ladrillo y cajones de mampostería en su zona inferior y exclusivamente ladrillo en la superior, con tres pequeños vanos de distribución irregular.
El frente meridional de la fábrica ha sido muy transformado recientemente por la construcción de una pasarela acristalada de dos alturas entre el palacio y el inmueble colindante hacia el sur. Adición aparte, su fachada es la más dinámica del edificio: cuenta con cuatro sencillos arcos de medio punto en planta baja que albergan sendos ojos de buey, además de cuatro pequeños ventanales cuadrangulares al oeste y dos al este. Estos vanos generan los ejes sobre los que se disponen dos plantas de balcones voladizos con balaustrada de forja, cuyo ritmo se ha visto fragmentado en su mitad oeste por la colocación de la citada pasarela.
El segundo cuerpo que conforma el Palacio O’Reilly constituye un potente volumen de planta rectangular formado en origen por tres crujías paralelas, con dos alturas de sótano que salvan el desnivel del terreno, planta baja, dos pisos y buhardilla. Su fachada principal discurre paralela a la calle del Sacramento, en la que se distingue un zócalo de granito con pequeños vanos con un enrejado ortogonal. Los accesos, ambos adintelados, presentan una disposición irregular: el principal se encuentra ligeramente desviado hacia el oeste del eje simétrico de la fachada y destaca por contener el único elemento decorativo del frente, una embocadura moldurada que presenta una talla menos pronunciada en sillares alternos, generando un interesante efecto ornamental; el segundo acceso se halla en el extremo este, ejecutado en granito y carente de decoración. El ventanaje se dispone de forma asimétrica en dos plantas, con cinco ejes de vanos al este y seis al oeste, sensiblemente más distanciados los segundos. En las plantas primera y segunda los vanos se convierten en balcones voladizos con balaustrada de hierro.
La fachada este, que abre a la calle del Rollo, se articula para adaptar su perfil a la vía. Se marcan al exterior las crujías que componen el edificio, que aumentan en longitud a medida que se aproximan a la calle del Sacramento. El zócalo de piedra de la fachada principal continúa en este frente salvando el desnivel del terreno. Sobre él se disponen tres plantas de ventanas cuadrangulares carentes de rejería. La fachada oeste, que en la actualidad abre a un patio privado de las viviendas sitas en el número 7 de la calle Sacramento, posee cuatro pilastras pétreas rematadas con una moldura en talón, que ornamentan un muro ligeramente adelantado. Dos ventanas cuadrangulares se disponen en la zona superior.
Corona el edificio una cornisa moderna de madera, adelantada a la línea de fachada. Sobre ella se dispone la cubierta abuhardillada en la que se distinguen varias ventanas y una claraboya sobre el hueco de escalera que destaca en altura. El inmueble presenta un acabado revocado en el que se distingue un trazado horizontal (añadido en la última restauración) que imita las hiladas de sillería. En su interior el inmueble no presenta elementos reseñables, pues ha sido vaciado y transformado en tu totalidad. Tan solo mantiene de la traza original el pequeño patio trapezoidal que une los dos cuerpos que constituyen el edificio, y la ubicación del cuerpo de la escalera principal.

## Protección patrimonial
El 10 de febrero de 2011 fue declarado parte del Inventario de Bienes Culturales de la Comunidad de Madrid, a través de una orden publicada el 22 de marzo de ese mismo año en el Boletín Oficial de la Comunidad de Madrid.   El 15 de octubre de 2013 pasó a ser considerado un "Bien de Interés Patrimonial", figura de protección que sustituyó a la de "bien incluido en el Inventario de Bienes Culturales de la Comunidad de Madrid".